# Sweetwater (Florida)
Sweetwater, también conocida como Little Managua, es una ciudad ubicada en el condado de Miami-Dade en el estado estadounidense de Florida. En el Censo de 2010, tenía una población de 13 499 habitantes, y una densidad poblacional de 6490,65 personas por kilómetro cuadrado.

## Geografía
Sweetwater se encuentra ubicada en las coordenadas 25°45′55″N 80°22′25″O / 25.76528, -80.37361. Según la Oficina del Censo de los Estados Unidos, Sweetwater tiene una superficie total de 2.08 km², de la cual 2.05 km² corresponden a tierra firme y (1.25 %) 0.03 km² es agua.

## Demografía
Según el censo de 2010, había 13 499 personas residiendo en Sweetwater. La densidad de población era de 6490,65 hab./km² (habitantes por kilómetro cuadrado). De los 13 499 habitantes, Sweetwater estaba compuesto por el 92.38 % de blancos, el 1.78% de negros, el 0.24 % de amerindios, el 0.53 % de asiáticos, el 0 % de isleños del Pacífico, el 2.96 % de otras razas, y el 2.1 % de dos o más razas. Del total de la población, el 95.52 % eran hispanos o latinos de cualquier raza. Sweetwater tiene la mayor concentración de nicaragüenses y nicaragüense-estadounidenses (es conocida como Little Managua).